# Eva Ottawa
Eva Ottawa, o amb grafia francesa Éva Ottawa, (Reserva de Manawan, Quebec, 1970 o 1971) és una política Atikamekw. És la primera dona en haver estat elegida Gran Cap del Consell de la Nació Atikamekw (2006-2013) i la primera persona indígena a presidir el Consell sobre la Condició de les Dones del Quebec.

## Biografia
Eva Ottawa va néixer a principis dels anys setanta a Manawan. És filla de dos professors d'una escola autòctona. Va rebre un certificat en estudis indígenes (1993) abans de llicenciar-se en sociologia (1996) i, després, en dret (2002).
Va ser elegida Gran Cap del Consell de la Nació Atikamekw el 2006, amb més del 75% dels vots, convertint-se en la primera dona a ocupar aquest càrrec. Va ser reelegida el 2010. El 2012 va presentar a referèndum un projecte d'acord amb el govern del Quebec, però va ser derrotada per aquells que exigien un enfocament més combatiu enfront de les administracions. Va renunciar al seu càrrec el 2013.
El 2015 va ser nomenada membre de la Commissió pels Drets de les Persones i el Jovent. El setembre de 2016 va ser nomenada presidenta del Consell sobre la Condició de les Dones del Quebec, succeint així a Julie Miville-Dechêne. Tot i que el seu mandat havia de durar cinc anys, el gener del 2017 va presentar una carta de renúncia a la Ministra de la Condició Jurídica i Social de la Dona, Lise Thériault.
Actualment és professora de dret a la Universitat d'Ottawa (2020).

## Distincions
El 2012 va rebre la Medalla del Jubileu de Diamant de la reina Isabel II i la Medalla dels Primers Pobles el 2019.